# Сочута (урочище)
Уро́чище «Сочу́та» — ландшафтний заказник місцевого значення в Україні. Розташований на крайньому північному сході Корецького району Рівненської області, на землях Устянської сільської ради, поблизу села Устя. 
Площа 214 га. Створений рішенням Рівненської облради № 584 від 27.05.2005 року. Землекористувач — Більчаківське лісництво Соснівського держлісгоспу (квартали 58 та 59). 
На території урочища ростуть ліси, в підліску яких переважає реліктовий вид — рододендрон жовтий.